# Корнеліу Баба
Корнеліу Баба (Baba; нар.18 листопада 1906, Крайова, Румунія — пом. 28 грудня 1997, Бухарест, Румунія) — румунський живописець і графік, почесний член Академії мистецтв СРСР (з 1958).
Автор жанрових картин («Відпочинок у полі», 1954, «Селяни», 1958, та ін.), портретів (М. Садовяну, 1953, Д. Енеску, «Автопортрет», 1955), які відзначаються психологізмом і насиченістю колориту. Баба відомий як ілюстратор (малюнки до романа М. Садовяну «Митря Кокор», 1952—54).